# Connarus africanus
Connarus africanus är en tvåhjärtbladig växtart som beskrevs av Jean-Baptiste de Lamarck. Connarus africanus ingår i släktet Connarus och familjen Connaraceae. Inga underarter finns listade i Catalogue of Life.